# جيف فان دير ليندن
جيف فان دير ليندن (2 نوفمبر 1927 في بلجيكا - 8 مايو 2008) هو لاعب كرة قدم بلجيكي في مركز الدفاع، شارك في كأس العالم 1954. وشارك مع منتخب بلجيكا لكرة القدم. أما مع النوادي، فقد لعب مع رويال أنتويرب.

## وصلات خارجية
- جيف فان دير ليندن على موقع الاتحاد الدولي (مؤرشف)  (الإنجليزية)
- جيف فان دير ليندن على موقع الاتحاد البلجيكي (الإنجليزية)
- جيف فان دير ليندن على موقع Soccerway.com (الإنجليزية)
- جيف فان دير ليندن على موقع عالم كرة القدم.نت (الإنجليزية)